# The Contino Sessions
Albums de Death In Vegas
Dead Elvis
(1997) Scorpio Rising
(2002)
Singles
1. Neptune City (seulement en vinyle)
Sortie : 30 août 1999
2. Aisha
Sortie : 31 janvier 2000
3. Dirge
Sortie : 24 avril 2000

The Contino Sessions est le second album du groupe britannique Death in Vegas.
Ce disque, fusion entre le rock et la musique électronique et comprenant neuf pistes, est sorti en septembre 1999.

## Description
Dot Allison chante sur le premier titre Dirge. Bobby Gillespie chante sur Soul auctionner. Aisha est chanté  par Iggy Pop. Aladdin's Story n'est pas vraiment une composition originale puisqu'il s'agit de la reprise d'un titre inédit des Rolling Stones, datant de 1970. Jim Reid de The Jesus and Mary Chain chante Broken Little Sister.

## Adaptations
On retrouve le titre Dirge dans une publicité pour Levi's, dans la bande annonce du film Le Dahlia Noir , dans le film Territoires d'Olivier Abbou, ainsi que dans la bande annonce du film Stoker de Park Chan-wook.

## Liste des morceaux
1. Dirge
2. Soul Auctioneer
3. Death Threat
4. Flying
5. Aisha
6. Lever Street
7. Aladdin's Story
8. Broken Little Sister
9. Neptune City
10. Blood Yawning (bonus)
11. One More Time (bonus)